# Lista över myndigheter inrättade av regeringen Carlsson I
Detta är en lista över myndigheter som inrättades av den första Carlssonregeringen mellan mars 1986 och februari 1990.

## 1986
- Statens räddningsverk (1 juli)
- Ombudsmannen mot etnisk diskriminering (1 juli)
- Nämnden mot etnisk diskriminering  (1 juli)
- Bergslagsdelegationen (1 juli)
- Statens person och adressregisternämnd (1 juli)

## 1987
- Stiftelsen för lättläst information (1 januari)
- Nämnden för statliga förnyelsefonder (1 januari)
- Försvarsmaktens flygförarnämnd (1 maj)
- Delegationen för icke - militärt motstånd (1 juni)
- Delegationen för industriell utveckling inom informationsteknologiområdet (1 juli)

## 1988
- Delegationen för planläggning av efterforskningsbyråns verksamhet (1 januari)
- Styrelsen för svenska rikskonserter (1 januari)
- Ekonomiska rådet (1 januari)
- Rymdstyrelsen (1 juni)
- Statens tjänstepensions- och grupplivnämnd (1 juni)
- Kustbevakningen (1 juli)
- Arbetsmiljöinstitutet (1 juli)
- Konsumenttekniska nämnden (1 juli)
- Banverket (1 juli)
- Taltidningsnämnden  (1 juli)
- Allmänna Pensionsfondens femte fondstyrelse (1 juli)
- Statens plan- och bostadsverk (1 juli)
- Statens pris- och konkurrensverk (1 oktober)

## 1989
- Beredningen för internationellt tekniskt - ekonomiskt samarbete (1 januari)
- Statens mät- och provstyrelse (1 juli)
- Skiljenämnden för arbetsmiljöfrågor (1 oktober)
- Totalförsvarets tjänstepliktsnämnd (1 oktober)
- Vapenfristyrelsen (1 oktober)

## 1990
- Stiftelsen Dansens Hus (1 januari)